# المشتبه في أسماء الرجال
المشتبه في أسماء الرجال والأنساب والكنى والألقاب، كتاب من تأليف شمس الدين الذهبي، جمع فيه ما يشتبه ويتصحف الأسماء والأنساب والكنى والألقاب من مما يتشابه كتابةً ويختلف في النطق.
يذكر الذهبي في كتابه الألقاب التي يكثر ذكرها في الأسانيد والمرويات. وقد رتب هذه الأسماء والكنى على أبواب، لكل حرف باب منها.
وضبط هذه التصنيف ضبطا كاملاً ، قل ما تجده في كتاب آخر، ولكنه اعتمد في الضبط على القلم إلا فيما يصعب ويشكل فيقيده بالحروف.